# The Walking Dead: A New Frontier
The Walking Dead: A New Frontier je epizodní dobrodružná videohra z roku 2016, založená na stejnojmenné komiksové sérii vyvinuté společností Telltale Games. Jedná se o pokračování The Walking Dead: Season Two a třetí hru ze série videoher The Walking Dead. Hra funguje na stejném principu jako minulé díly, volba hráče v jedné epizodě bude mít trvalý dopad na budoucí příběh. Volby hráčů jsou zaznamenané v uložených souborech z prvních dvou dílů a DLC „400 dní“ se přenesou do třetí sezóny.
Na hru navazuje poslední díl série The Walking Dead: The Final Season, ten byl oznámen v červenci roku 2017 a postupně vycházel od srpna 2018 do března 2019.

## Epizody
| Číslo | Název                       | Režie                   | Datum vydání      |
| ----- | --------------------------- | ----------------------- | ----------------- |
| 1     | "Ties That Bind - Part One" | Jason Latino            | 20. prosince 2016 |
| 2     | "Ties That Bind - Part Two" | Rebekah Gamin Arcovitch | 20. prosince 2016 |
| 3     | "Above the Law"             | Chris Rebbert           | 28. března 2017   |
| 4     | "Thicker Than Water"        | Chris Rieser            | 25. dubna 2017    |
| 5     | "From the Gallows"          | Jason Pyke              | 30. května 2017   |

## Hudba
Dne 10. září 2019 bylo ke hře vydáno oficiální album s partiturou Jareda Emersona-Johnsona.

## Ohlasy
Hra obdržela smíšené recenze od kritiků s chválou zaměřenou na jeho nové obsazení postav, aktualizovaný engine a celkově nový směr, ale kritiku za krátké délky epizod, zpracování konců druhé sezóny a Clementinin posun k vedlejší roli.